# Rost-Segge
Die Rost-Segge (Carex ferruginea) ist eine Pflanzenart aus der Gattung Seggen (Carex) innerhalb der Familie der Sauergrasgewächse (Cyperaceae).

## Beschreibung

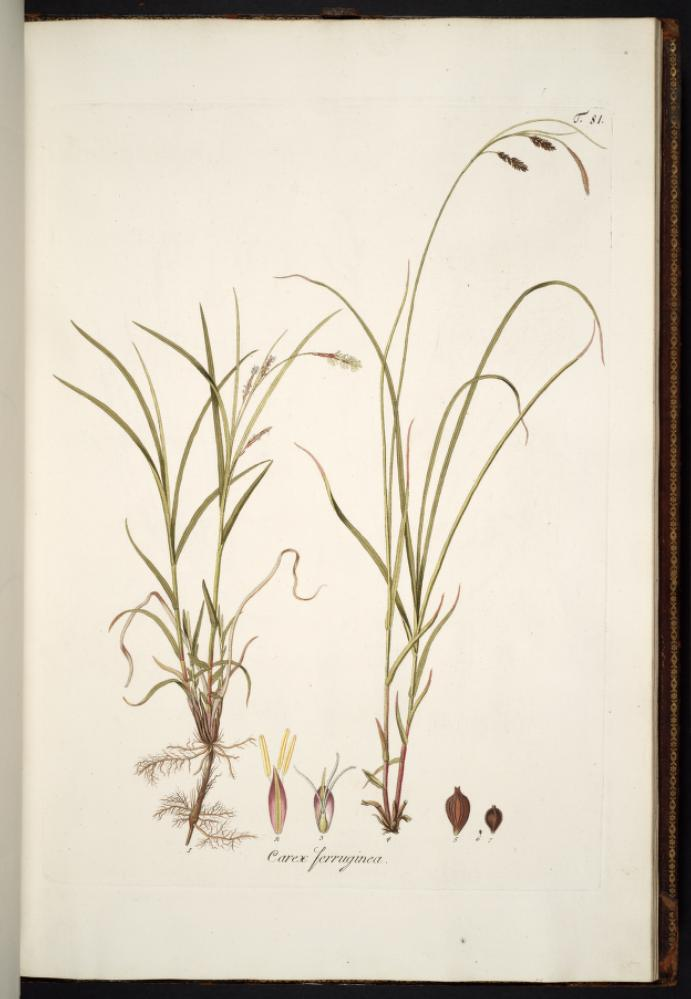
Illustration

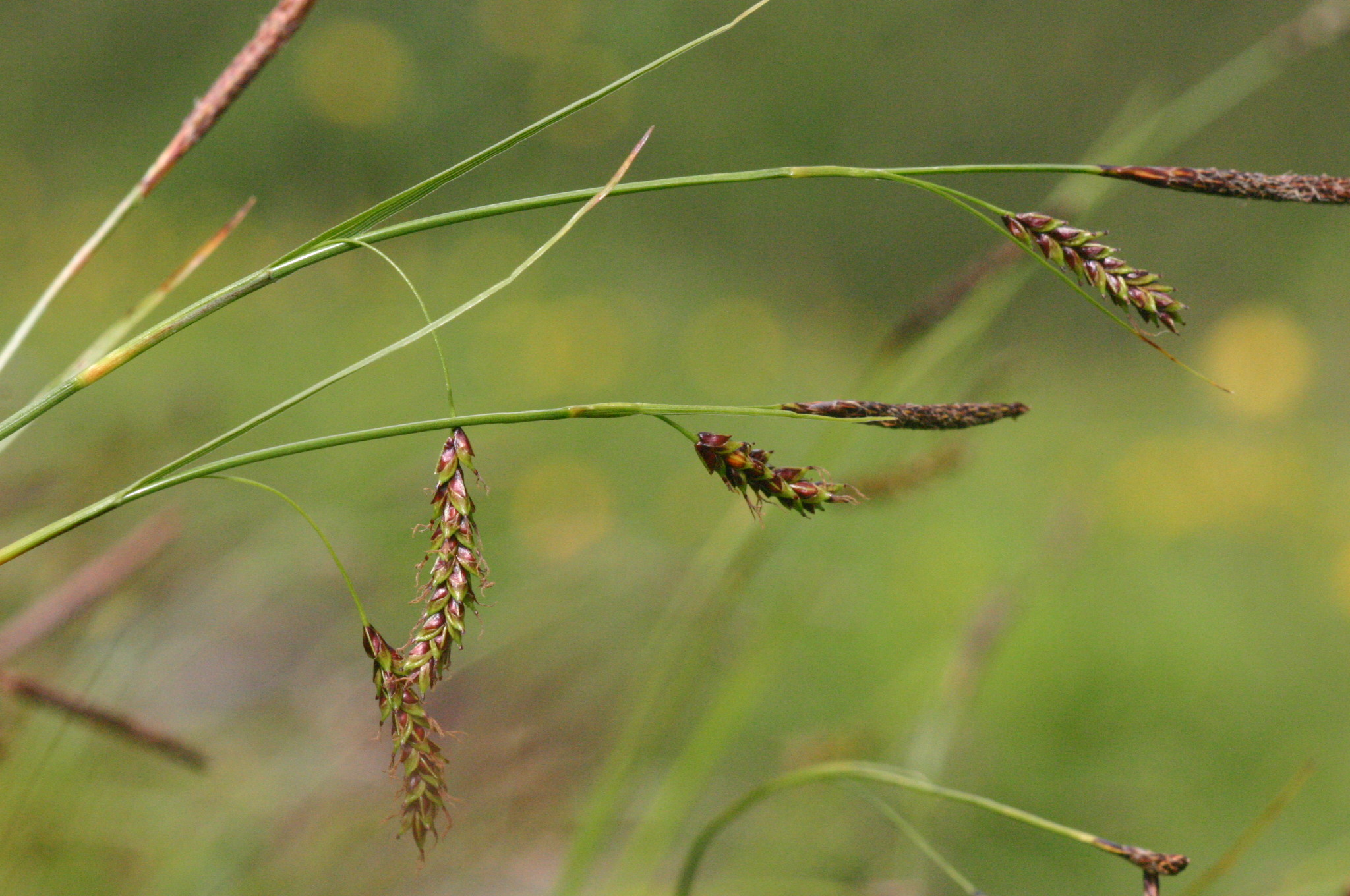
Blütenstände

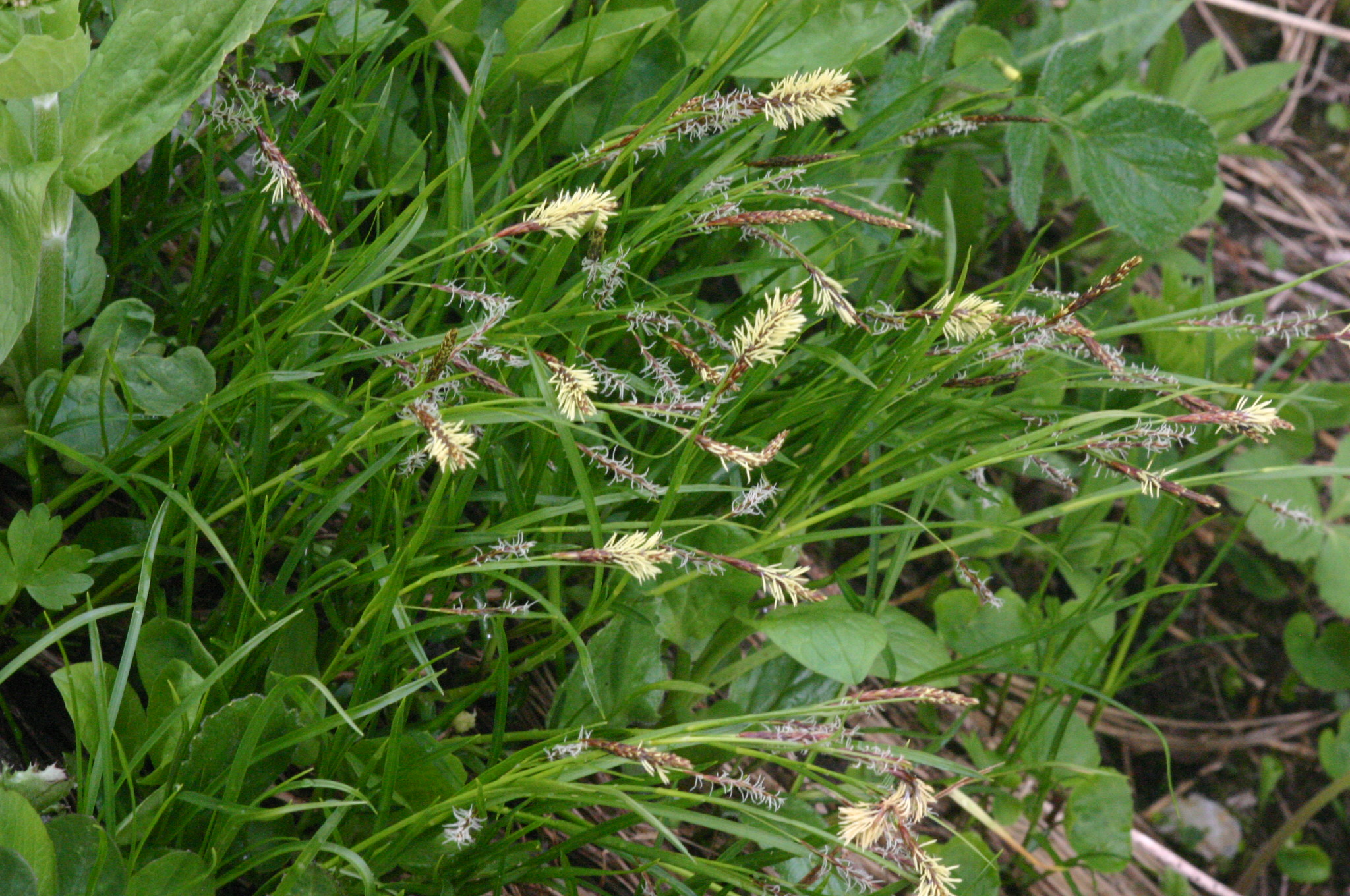
Bestand

### Vegetative Merkmale
Die Rost-Segge ist eine ausdauernde, krautige Pflanze und erreicht Wuchshöhen von 20 bis 60 Zentimetern. Sie bildet durch das Fehlen einer dichten Beblätterung an der Basis dichte Horste. Nebst den Horsten entstehen durch extravaginale (Triebe der Blattscheiden durchbrechend) Ausläufer Zwischenräume für andere Pflanzen. Die untersten Blattscheiden sind dunkel-purpurfarben bis purpur-braun. Im Gegensatz zur Horst-Segge (Carex sempervirens) zerfasern die Blattscheiden beim Verwittern kaum und bilden niemals einen dichten Faserschopf. Die Laubblätter sind rinnig oder knickrandig, über 50 Zentimeter lang, 1 bis 2 Millimeter breit, oberseits rau und schlaff überhängend.

### Generative Merkmale
Die Blütezeit reicht von Juni bis August. Die Rost-Segge ist einhäusig getrenntgeschlechtig (monözisch). An einem Blütenstand befinden sich ein bis vier langgestielte weibliche (0,5 bis 2,0 Zentimeter lange) Ährchen und ein männliches Ährchen. Der Blütenstand ist 5 bis 15 Zentimeter lang. Das endständige männliche Ährchen ist gestielt, nickend, 15 bis 30 Millimeter lang und 2 bis 3 Millimeter breit. Die Spelzen der weiblichen Blüten sind länglich-eiförmig bis eiförmig mit gestutztem oder kurz zugespitztem oberen Ende, schwarz-braun mit hellerem Mittelstreifen und ohne Hautrand. Die Spelzen der männlichen Blüten sind länglich, mit Stachelspitze und fuchs-braun. Die Schläuche sind bei einer Länge von 3 bis 4 Millimetern eiförmig, dreikantig, und kahl oder um den Schnabelansatz spärlich behaart; sie sind glänzend und oliv-grün bis schwarz-braun. Die weiblichen Blüten enthalten drei Narben.
Die Frucht ist bei einer Länge von 1,5 bis 2 Millimetern verkehrt-eiförmig.
Die Chromosomenzahl beträgt 2n = 39 oder 40.

## Vorkommen
Das Verbreitungsgebiet der Rost-Segge reicht von den Alpen bis zur westlichen Balkanhalbinsel und von den südlichen Karpaten bis ins südwestliche Bulgarien. Es gibt Vorkommen in den Ländern Frankreich, Italien, die Schweiz, Deutschland, Österreich, Slowenien, Kroatien, Bosnien und Herzegowina, Montenegro, Albanien, Bulgarien, Rumänien und Griechenland.
Diese kalkliebende Pflanzenart gedeiht am besten auf frischen bis feuchten (auch tiefgründigen) Kalk-Magerrasen und Felsfluren. Sie ist in den alpinen Rasen über kalkhaltigem Gestein bestandsbildend. Sie ist eine Charakterart des Caricetum ferrugineae aus dem Verband Caricion ferrugineae, doch kommt sie auch in Kontakt mit Pflanzengesellschaften der Verbände Poion alpinae, Adenostylion oder Erico-Pinion vor.
In Österreich ist die Rost-Segge in allen Bundesländern von der obermontanen bis alpinen Höhenstufe häufig, ausgenommen  das Burgenland und Wien, da dort die betreffenden Höhenstufen fehlen. In der Schweiz kommt sie im Alpenbereich bis zum Alpenrand des Mittelland und im Jura vor. In Deutschland kommt sie nur in den Alpen vor. In den Allgäuer Alpen steigt sie am Hochrappenkopf in Bayern bis in eine Höhenlage von 2400 Metern auf. In Graubünden erreicht sie am Piz Beverin 2680 Meter.
Die ökologischen Zeigerwerte nach Landolt et al. 2010 sind in der Schweiz: Feuchtezahl F = 3+ (feucht), Lichtzahl L = 4 (hell), Reaktionszahl R = 4 (neutral bis basisch), Temperaturzahl T = 2 (subalpin), Nährstoffzahl N = 3 (mäßig nährstoffarm bis mäßig nährstoffreich), Kontinentalitätszahl K = 2 (subozeanisch).

## Systematik
Die Erstveröffentlichung von Carex ferruginea erfolgte 1771 durch Giovanni Antonio Scopoli in Flora Carniolica ..., 2. Auflage, Band 2, Seite 225. Synonyme für Carex ferruginea Scop. sind: Carex scopoliana Willd. nom. superfl., Carex scopolii Gaudin nom. superfl., Carex alpigena A.Kern. ex Dalla Torre,  Carex brachyrhyncha Gsaller, Carex brevifolia Host, Carex cristata Clairv., Carex ferruginea var. alpigena (A.Kern. ex Dalla Torre) Nyman, Carex ferruginea subsp. kerneri (Kohts) K.Richt., Carex ferruginea var. kerneri (Kohts) K.Richt., Carex ferruginea var. spadicea W.D.J.Koch, Carex frigida Vill. nom. illeg., Carex gracillima Steud. & Hochst., Carex kerneri Kohts, Carex mielichhoferi Schkuhr, Carex nana Lam., Carex rigida Schrank, Carex spadicea Host nom. illeg., Carex spadicea J.F.Gmel., Carex tenerrima Murr & Appel, Carex tenuis var. brevifolia (Host) Nyman
Nahe verwandt ist auch die Südalpen-Segge (Carex australpina Bech.). Sie wird von manchen Autoren auch als Unterart Carex ferruginea subsp. australpina (Bech.) W.Dietr. zur Rost-Segge (Carex ferruginea) gestellt. Sie besitzt im Gegensatz zur Rost-Sege keine Ausläufer und bei ihr sind die Schläuche nach oben plötzlich in den Schnabel verschmälert. Sie kommt in Spanien, Frankreich, Italien, in der Schweiz, in Österreich und Slowenien vor.